# 叡山電鉄700系電車
叡山電鉄700系電車（えいざんでんてつ700けいでんしゃ）は、1987年（昭和62年）から1988年（昭和63年）にかけて叡山電鉄が導入した電車である。
在来車の機器を一部流用し、8両が武庫川車両工業で製造された。全車が両運転台構造の制御電動車で、機器流用元の車両によって3形式に分かれる。なお、本稿では叡山本線上で南側を「出町柳寄り」、北側を「八瀬寄り」と記述する。

## 概要
京福電気鉄道（当時）叡山線・鞍馬線の乗客数は、モータリゼーションの進展に伴い、1964年（昭和39年）をピークに減少を続けていた。さらに、1978年（昭和53年）9月の京都市電全廃により、叡山線との連絡が絶たれたことに加え、同線沿線と京都市内中心部を乗り換えなしで結ぶバス路線の充実もあって乗客が一気に減少、叡山線は年間6億円弱の売り上げに対し5億円以上の赤字を出す状態となった。
叡山線の再建は京福電鉄および同電鉄を傘下に持つ京阪電気鉄道の大きな経営課題となり、1982年（昭和57年）には京阪社内に京福電鉄再建対策委員会が設置され、京福電鉄グループの再建策が協議される中、叡山線については京福電鉄から切り離して小回りのきく経営体制をとること、人件費を含む経費の節減、設備の近代化を図ることが決定した。
1985年（昭和60年）7月に京福100 %出資の叡山電鉄株式会社が設立され、翌1986年（昭和61年）4月、叡山本線と鞍馬線の運営が叡山電鉄に移管された。新会社発足後の施策として、一部は導入から50年以上が経過していた在来車両を、ワンマン運転に対応した車両に置き換えて合理化をはかるとともに、ATSの導入、冷房サービスの提供による近代化を行うこととした。以上の経緯から導入されたのが700系である。
機器流用元の車両により3形式に分かれ、デオ710形はデナ21形、デオ720形はデオ200形の台車、主電動機を流用して、デオ730形はデオ300形の改造名義で製造された。
2018年（平成30年）には1両が観光列車「ひえい」に改造されたほか、2019年（平成31年）からリニューアル工事が施工されている。「ひえい」は2019年（令和元年）鉄道友の会「ローレル賞」を受賞した。

## 外観
前面は車体上下端が正面窓下部に対して「く」の字型に120 mm後退するよう傾斜した非貫通式で、柱のない大型ガラスを採用、正面窓には電動式ワイパー2個が設けられた。正面窓上には叡山電鉄初の電動式方向幕が左右2個の前照灯と同じ横長のガラスにワンマン運転表示器と共に納められた。側面は乗降扉が客室両端に寄った片開き2扉となり、乗降扉のさらに車端側に引戸の乗務員扉が設置された。2箇所の乗降扉の間には7枚の窓が設けられ、中央の1枚のみ眺望を重視した熱線反射合わせガラスの固定窓となったが、その他の6枚は下段固定、上段下降の2段式開閉窓である。戸袋窓は省略され、乗降扉脇には車外スピーカーとワンマン運転時に出入口を示す表示灯が設けられた。正面の車両番号はプレート式のものが窓内に設置され、側面の車両番号は叡山電鉄伝統の楕円形のものが窓下に取り付けられた。
車体塗装は、ワンマン運転車両の識別を容易にするため、従来の叡山電鉄標準のブラウンベージュと深緑のツートンから、京福グループのバスなどと同様のカラーリングに改められ、アイボリーを主体に側面窓周りと雨樋、車体下端、正面窓下をマルーンとする塗り分けとなった。

## 内装

### 客室
| 1987年製造車（左）と1988年製造車（右）では乗務員室仕切壁中央上部の開口部形状が異なる |  | 1987年製造車（左）と1988年製造車（右）では乗務員室仕切壁中央上部の開口部形状が異なる |
| 1987年製造車（左）と1988年製造車（右）では乗務員室仕切壁中央上部の開口部形状が異なる |  |                                                                                      |

| 運賃表示器 |  | 運賃収受器 |  | 整理券発行機 |
| 運賃表示器 |  | 運賃収受器 |  | 整理券発行機 |

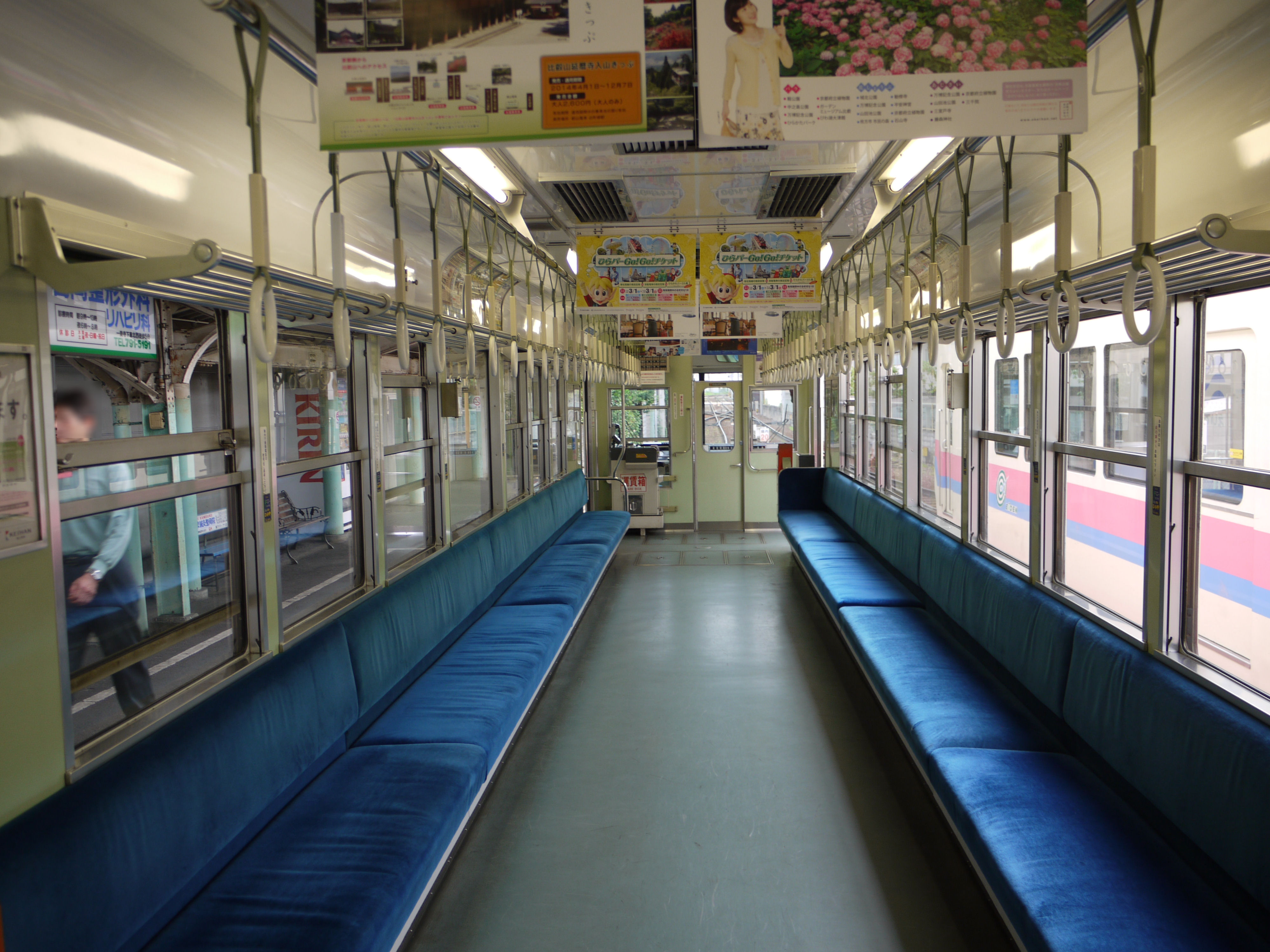
731号車車内

座席はすべてロングシートで、座席の色は紺、天井が白、壁と床は薄いグリーンとなった。天井には冷風ダクト、ファン、冷房装置のリターングリルが設けられた。登場当初はワンマン運転時の車内の見通しを確保するため、中吊り広告の枠が設けられていなかった。
乗務員室との仕切りはワンマン運転に備えて運転席後部の窓が下方に拡げられ、その部分に運賃箱が設置されたほか、運転士がミラーにより客室の確認が容易にできるよう中央上部の壁がない。運賃箱上部には運賃表示器が、運賃箱と反対側のドア横には整理券発行機が取り付けられた。

### 運転席

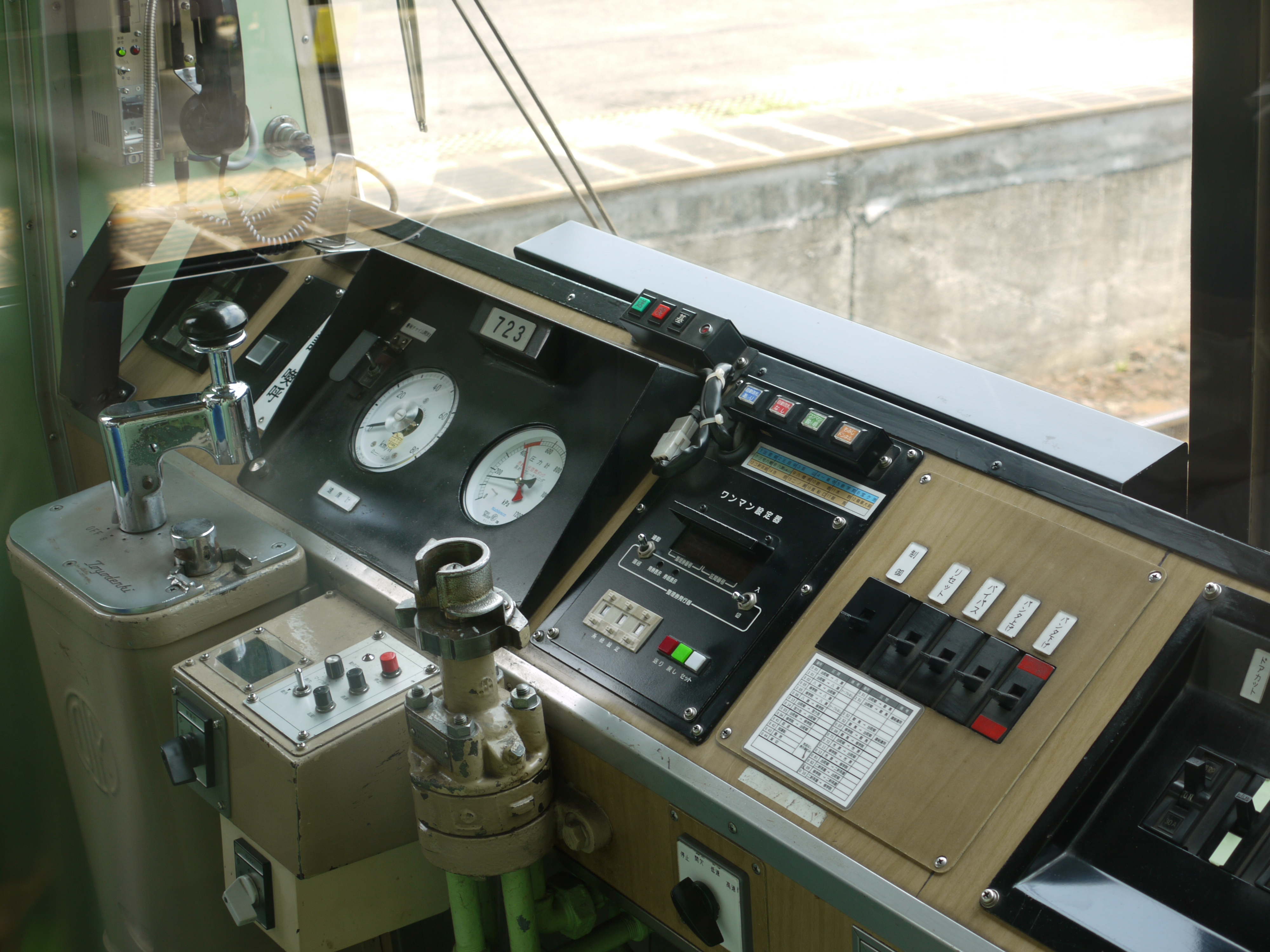
723号車の運転室

正面は大型窓の正面非貫通式となったが、ワンマン運転時の客扱いを容易にするため、運転席は在来車同様左側に寄せられている。デッドマン装置付きの主幹制御器、制動弁は5度傾斜して取り付けられた。運転士前のパネルは木目の化粧板となり、ワンマン運転用の放送装置のスイッチなどが主幹制御器と制動弁の間にある。運転席内まで冷風ダクトが通されるとともに、扇風機が設置され、作業環境の向上が図られた。

## 主要機器
ここでは各車の共通事項のみ扱い、形式ごとの相違点は後述する。

### 主制御器
全車主制御器は京阪大津線260形から流用された電動カム軸式EC-260が搭載された。

### 制動装置
700系への改造にあたっては、取扱共通化のため全車SME（非常弁付き直通空気ブレーキ）が採用された。

### 冷房装置・補助電源装置
| 1987年製造車用（左）1988年製造車用（右）の補助電源装置。画像では、乗務員扉上部に水切りがある1988年製造車（左）に、1987年製造車用の張り出しのある補助電源装置が、1987年製造車（右）に1988年製造車用の補助電源装置が搭載されている。  |  | 1987年製造車用（左）1988年製造車用（右）の補助電源装置。画像では、乗務員扉上部に水切りがある1988年製造車（左）に、1987年製造車用の張り出しのある補助電源装置が、1987年製造車（右）に1988年製造車用の補助電源装置が搭載されている。 |
| 1987年製造車用（左）1988年製造車用（右）の補助電源装置。 画像では、乗務員扉上部に水切りがある1988年製造車（左）に、1987年製造車用の張り出しのある補助電源装置が、1987年製造車（右）に1988年製造車用の補助電源装置が搭載されている。 |  | |

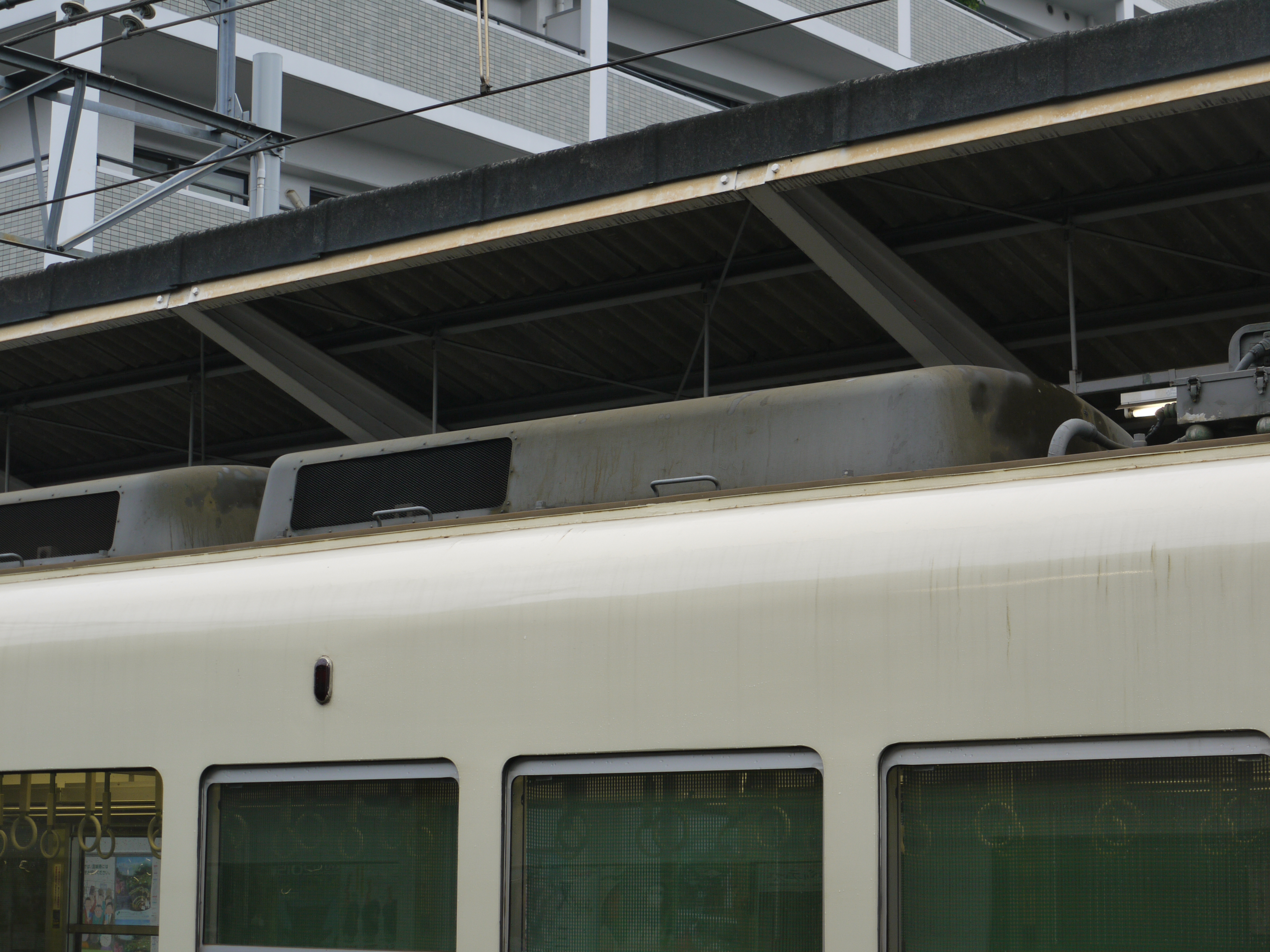
RPU3044冷房装置

冷房装置は、車両中央部屋根上に容量15.1 kW(13,000 kcal/h)のRPU3044 2基が搭載された。
冷房用などの補助電源装置は、八瀬寄りの屋根上に容量30 kVAの静止形インバータが搭載された。なお、1987年（昭和62年）製造車用の補助電源装置は、フィルタ部分が箱から張り出している。

### パンタグラフ・空気圧縮機
| パンタグラフ（左）とDH-25 電動空気圧縮機（右） |  | パンタグラフ（左）とDH-25 電動空気圧縮機（右） |
| パンタグラフ（左）とDH-25 電動空気圧縮機（右） |  |                                                |

改造元の車両から流用されたTDK-C3菱型パンタグラフ1基が出町柳寄り台車直上に設置された。パンタグラフは順次PT-4202に交換されている。電動空気圧縮機は電動機出力4.2 kWのDH-25が搭載された。

## 形態分類
700系電車は機器流用元の車両により、デオ710形、デオ720形、デオ730形の3形式にわかれる。全車が両運転台構造の制御電動車である。「デ」は電動車を「オ」は大型車を指す略号であり、形式名の前のカタカナ2文字はこれらを組み合わせたものである。

### デオ710形

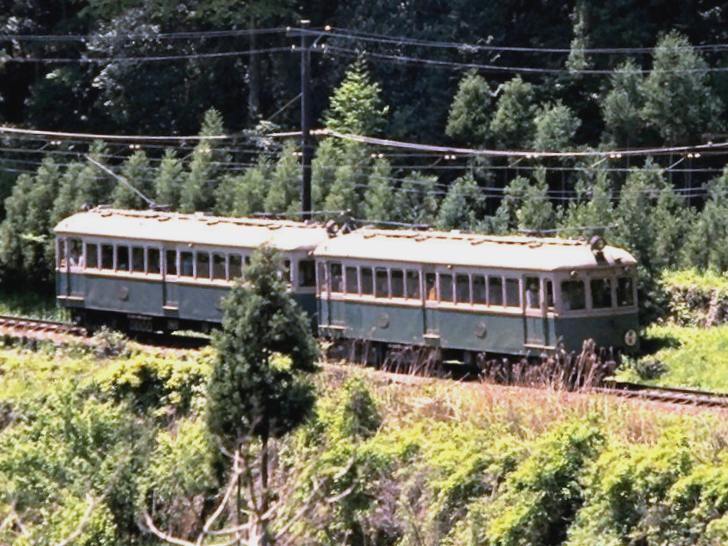
デオ710形の機器流用元のデナ21形

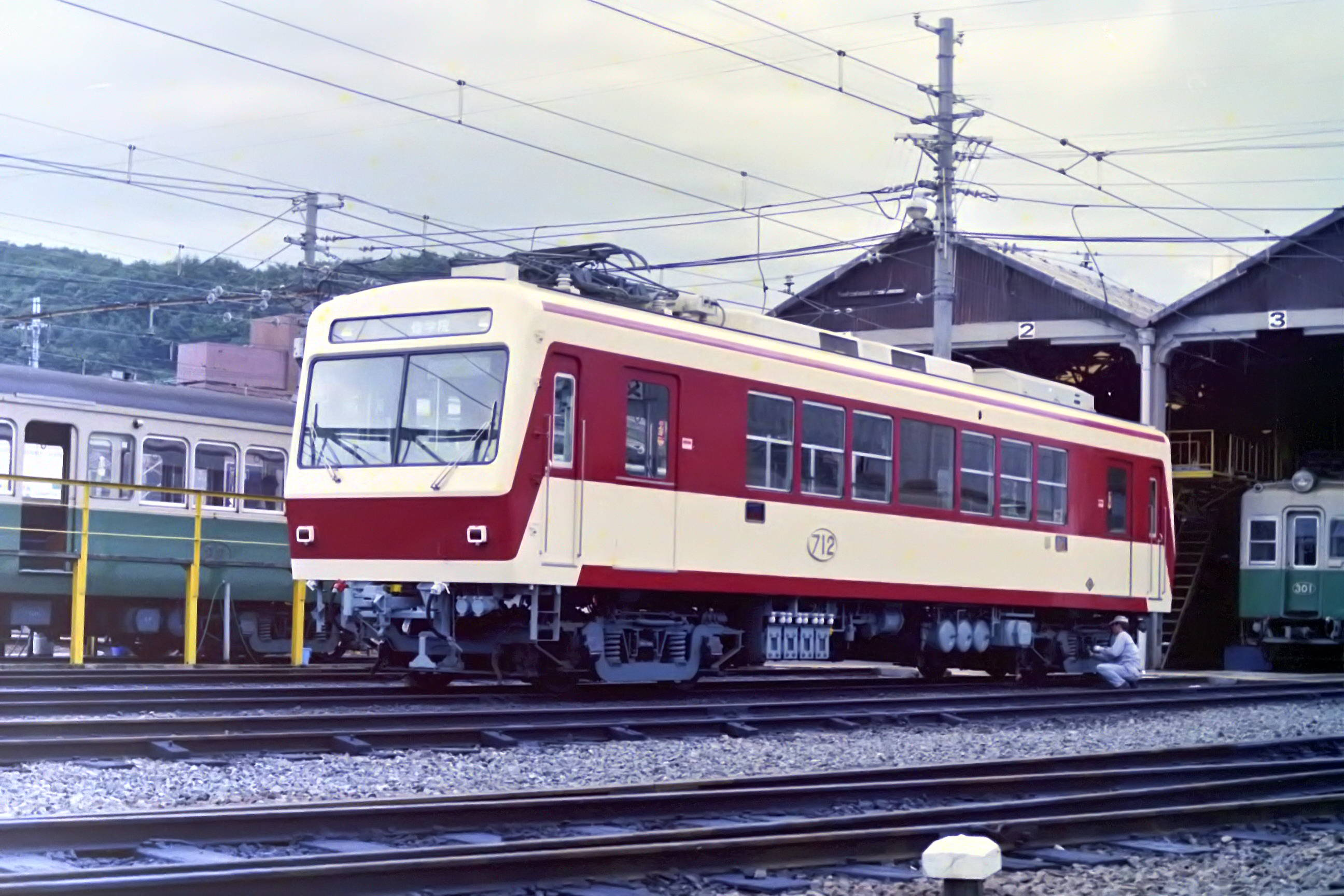
712号車（旧塗装）

711号車が1987年（昭和62年）7月、712号車が1987年（昭和62年）8月に、デナ21形23・24の台車、主電動機、駆動装置、集電装置を流用し、吊り掛け式駆動で登場した。
台車は日本車輛製D-15、主電動機は東洋電機製TDK557（出力60 kW）、駆動方式は吊り掛け式駆動装置（歯車比3.41）である。711号車のみ登場時は正面窓内側下部に銀色の線が入っていたが、すぐに消されている。

### デオ720形

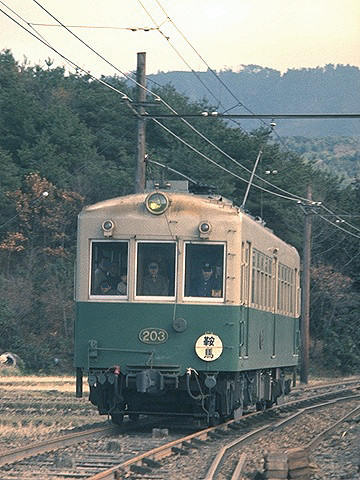
デオ720形の機器流用元のデオ200形

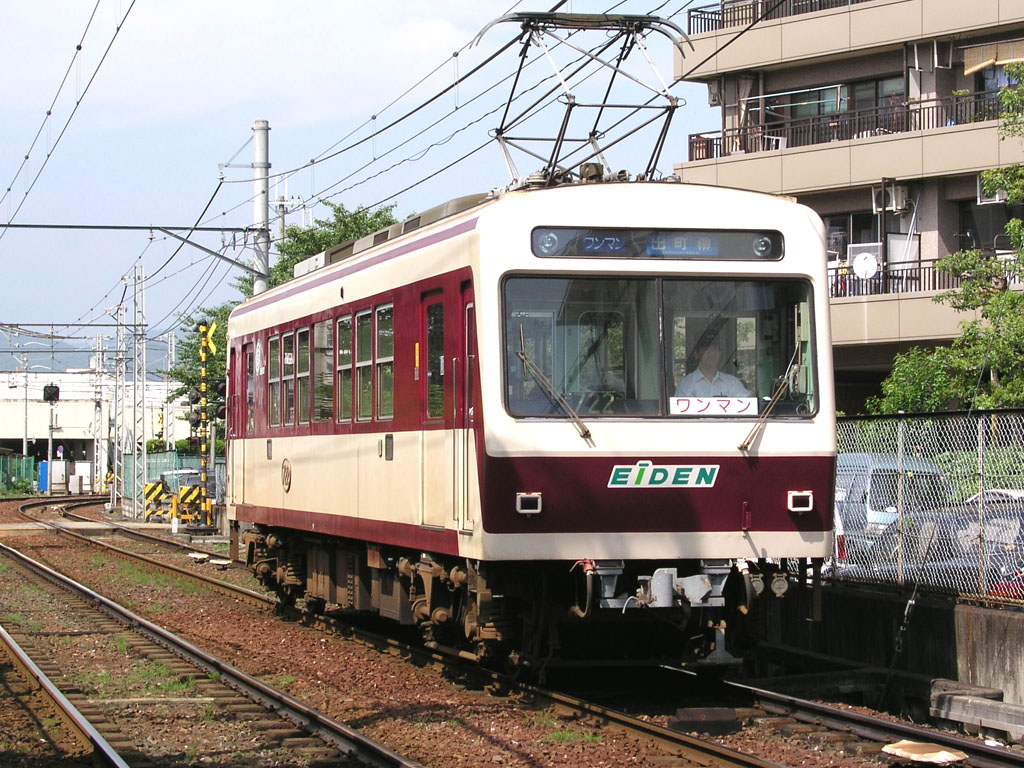
722号車
アイボリーとマルーンの塗装時代

1987年10月（昭和62年）に721号車、11月に722号車が、デオ200形203 ・204の台車、主電動機、駆動装置、集電装置を流用し、吊り掛け式駆動で登場した。翌1988年（昭和63年）6月に723号車、7月に724号車が同様にデオ202・201の機器を流用して製造された。
台車は近畿車輛製K63、主電動機は三菱電機製MB115AF主電動機（出力75 kW）、駆動方式は吊り掛け式駆動装置（歯車比3.41）である。1988年（昭和63年）製造車のみ乗務員室扉上に水切りがある。

### デオ730形

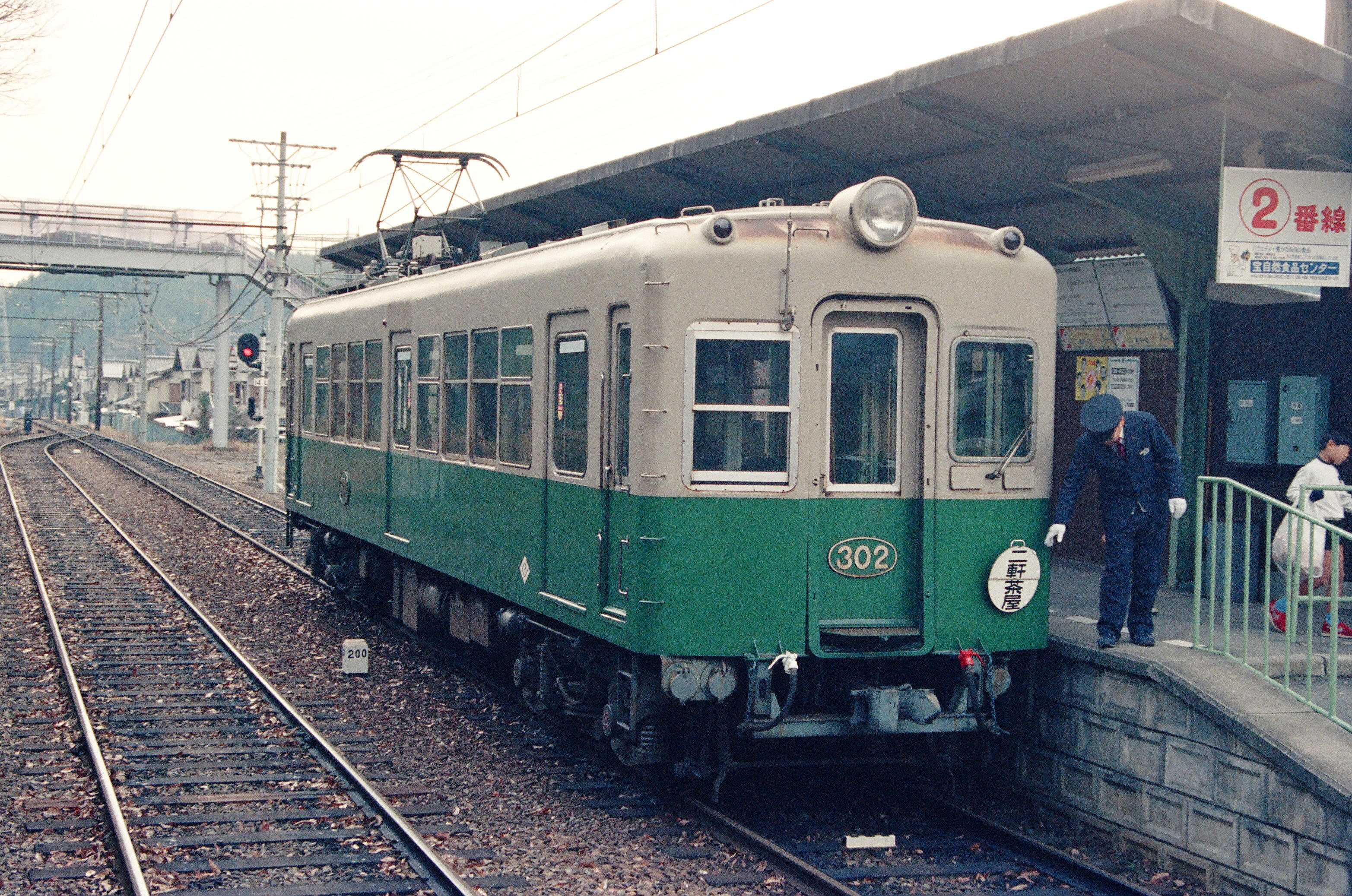
デオ730形の機器流用元のデオ300形

1988年（昭和63年）12月にデオ300形301・302の改造名義で731号車、732号車が製造された。
デオ300形はWN駆動方式の高性能車であったが、装備していた日立KH-23空気バネ台車の軸距が長く、車体長が短くなるデオ700系列でこの台車を流用した場合、床下機器のレイアウトが成立しないため、台車は京阪1800系（2代）から流用した住友金属工業製FS-310が装備された。主電動機も京阪1800系発生品の三菱電機製MB-3005-D（出力92 kW）、駆動方式はWN駆動（歯車比4.71）で、デオ700系グループで唯一当初からカルダン駆動となった。

このため、デオ300形からの流用品はパンタグラフのみと言われる。また、1988年製のデオ720形同様、乗務員扉の上に水切りが設置されている。

## 主要諸元
登場時の各形式の諸元を下表に示す。各形式共通の数値は冒頭の表を参照のこと。
| 形式              | デオ710    | デオ720    | デオ730   |
| 主電動機出力 (kW) | 60         | 75         | 92        |
| 主電動機形式      | TDK557     | MB115AF    | MB-3005-D |
| 駆動方式          | 吊り掛け式 | 吊り掛け式 | WN駆動    |
| 歯車比            | 3.41       | 3.05       | 4.71      |
| 台車              | D-15       | K63        | FS-310    |
| 車輪径 (mm)       | 860        | 864        | 860       |
| 軸距 (mm)         | 1,980      | 2,100      | 2,100     |
| 自重(t)           | 33.8       | 34.4       | 33.8      |

## 改造工事
700系電車には製造後各種の改造工事が行われている。

### デオ720形の軸受変更
デオ720形全車に対して、軸受をローラーベアリングに変更、一体圧延車輪に交換するとともに、歯車比を3.05から2.85とする工事が1991年（平成3年）から翌年にかけて施工されている。

### カルダン駆動化
吊り掛け式駆動装置で製造されたデオ710形は、阪神電鉄から購入したTDK-818-A形主電動機（出力60 kW）と、新調したFS-551台車に1992年（平成4年）に交換され、中空軸平行カルダン駆動になった。デオ710形から外された台車、主電動機はデナ124、125に転用された。デオ720形は京阪1900形から流用したTDK-809-A形主電動機（出力90 kW）と、汽車会社製KS-70台車に2002年（平成14年）から2005年（平成17年）にかけて交換され、デオ710形と同様に中空軸平行カルダン駆動となった。
カルダン駆動に改造後の各形式の主要諸元は次の通り。各形式共通の数値は冒頭の表を参照のこと。
| 形式              | デオ710                | デオ720                | デオ730   |
| 主電動機出力 (kW) | 60                     | 90                     | 92        |
| 主電動機形式      | TDK-818-A              | TDK-809-A              | MB-3005-D |
| 駆動方式          | 中空軸平行カルダン駆動 | 中空軸平行カルダン駆動 | WN駆動    |
| 歯車比            | 5.69                   | 6.0                    | 4.71      |
| 台車              | FS-551                 | KS-70                  | FS-310    |
| 車輪径 (mm)       | 860                    | 860                    | 860       |
| 軸距 (mm)         | 2,100                  | 2,100                  | 2,100     |
| 自重(t)           | 33.8                   | 34.4                   | 33.8      |

|  |  |  |

### ドアチャイム・蓄電池取り付け
全車両に対して、1996年（平成8年）にドアチャイムと、それに伴う蓄電池の取り付けが行われた。デオ730形は1996年（平成8年）に蓄電器を搭載するスペースを確保するため、抵抗器が小型のものに変更されている。

### 塗装変更
2005年（平成17年）から2011年（平成23年）にかけて全車の塗装がクリーム色に変更された。車両ごとに山（緑、711号車・721号車）、もみじ（赤、712号車・722号車）、川（青、724号車・731号車）、新緑（黄緑、723号車・732号車）をイメージした帯が窓下に巻かれ、各色2両ずつが登場した。最初の新塗装車は711号車、最後の旧塗装車は724号車であった。
|  |  |  |  |

### 小規模な工事
| 2006年（平成18年）と2014年（平成26年）の711号車正面方向幕横のワンマン表示器使用中止、正面窓下の社名ロゴ変更、側面ドア横の出入り口表示器の撤去、乗務員室引戸上の京阪グループロゴ、側面の山マークの下の社名ロゴ有無などの変化がみられる。  |  | 2006年（平成18年）と2014年（平成26年）の711号車正面方向幕横のワンマン表示器使用中止、正面窓下の社名ロゴ変更、側面ドア横の出入り口表示器の撤去、乗務員室引戸上の京阪グループロゴ、側面の山マークの下の社名ロゴ有無などの変化がみられる。 |
| 2006年（平成18年）と2014年（平成26年）の711号車 正面方向幕横のワンマン表示器使用中止、正面窓下の社名ロゴ変更、側面ドア横の出入り口表示器の撤去、乗務員室引戸上の京阪グループロゴ、側面の山マークの下の社名ロゴ有無などの変化がみられる。 |  | |

700系には右の写真に示すような小規模な改修が適宜行われている。

### ICカード対応

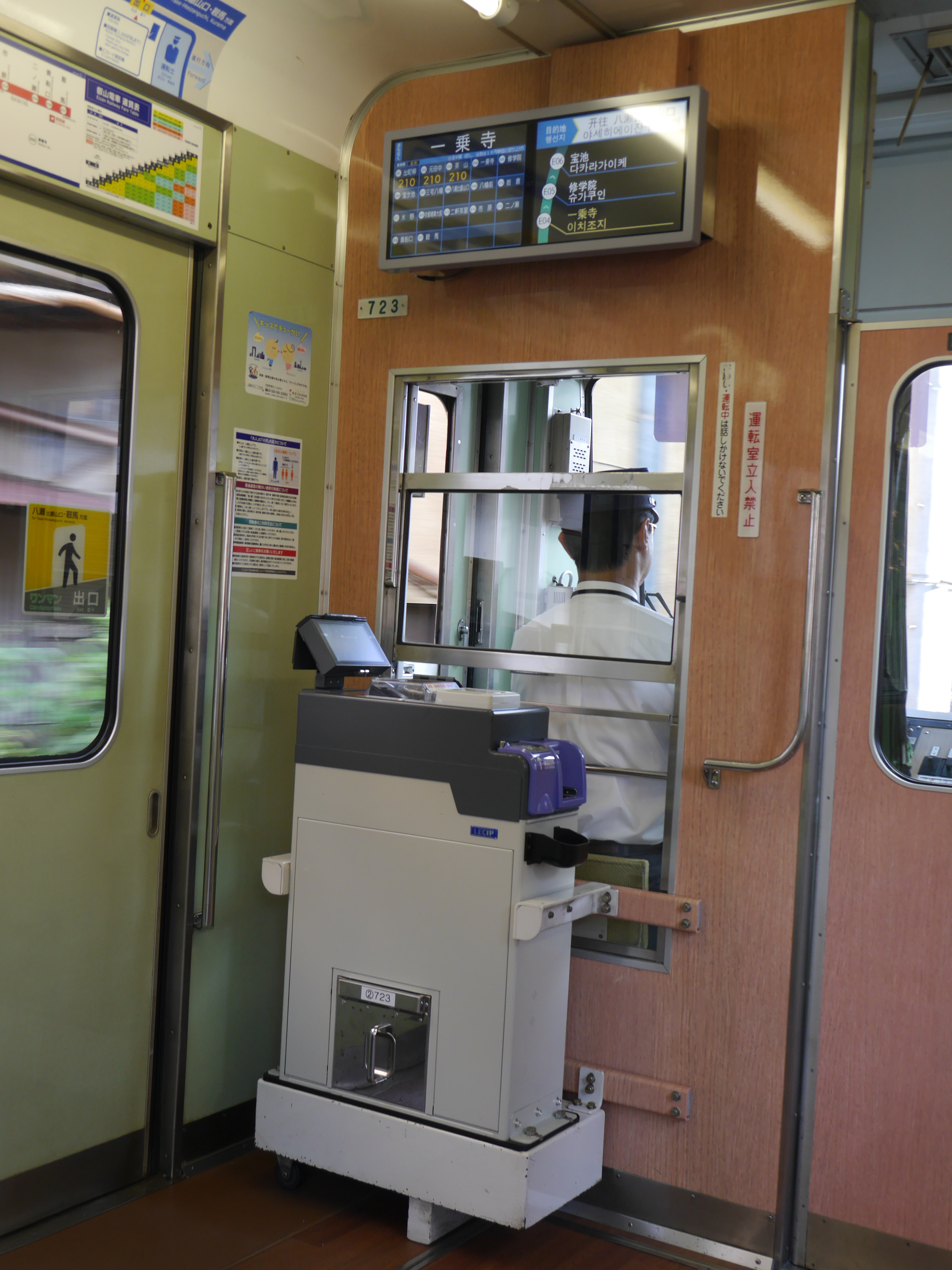
LCDに変更された運賃表示器と、ICカード対応の料金収受器

2016年（平成28年）3月16日から叡山電鉄でICカード式乗車券の利用が可能となったことにあわせ、運賃収受器と運賃表示器が対応したものに変更されるとともに、整理券発行機が撤去されている。

### 内装変更
| 723号車（左、シート黄緑色）と721号車（右、シート緑色）の車内 |  | 723号車（左、シート黄緑色）と721号車（右、シート緑色）の車内 |
| 723号車（左、シート黄緑色）と721号車（右、シート緑色）の車内 |  |                                                              |

2016年（平成28年）7月に定期検査が施行された723号車、2017年（平成29年）8月に定期検査が施行された721号車の内装が変更され、乗務員室との仕切りが茶系の木目調、床がこげ茶の木目調、座席が721号車は緑色、723号車は黄緑色となった。

### 台車・主電動機交換
| 台車交換後の姿。711号車（左）731号車（右） |  | 台車交換後の姿。711号車（左）731号車（右） |
| 台車交換後の姿。711号車（左）731号車（右） |  |                                            |

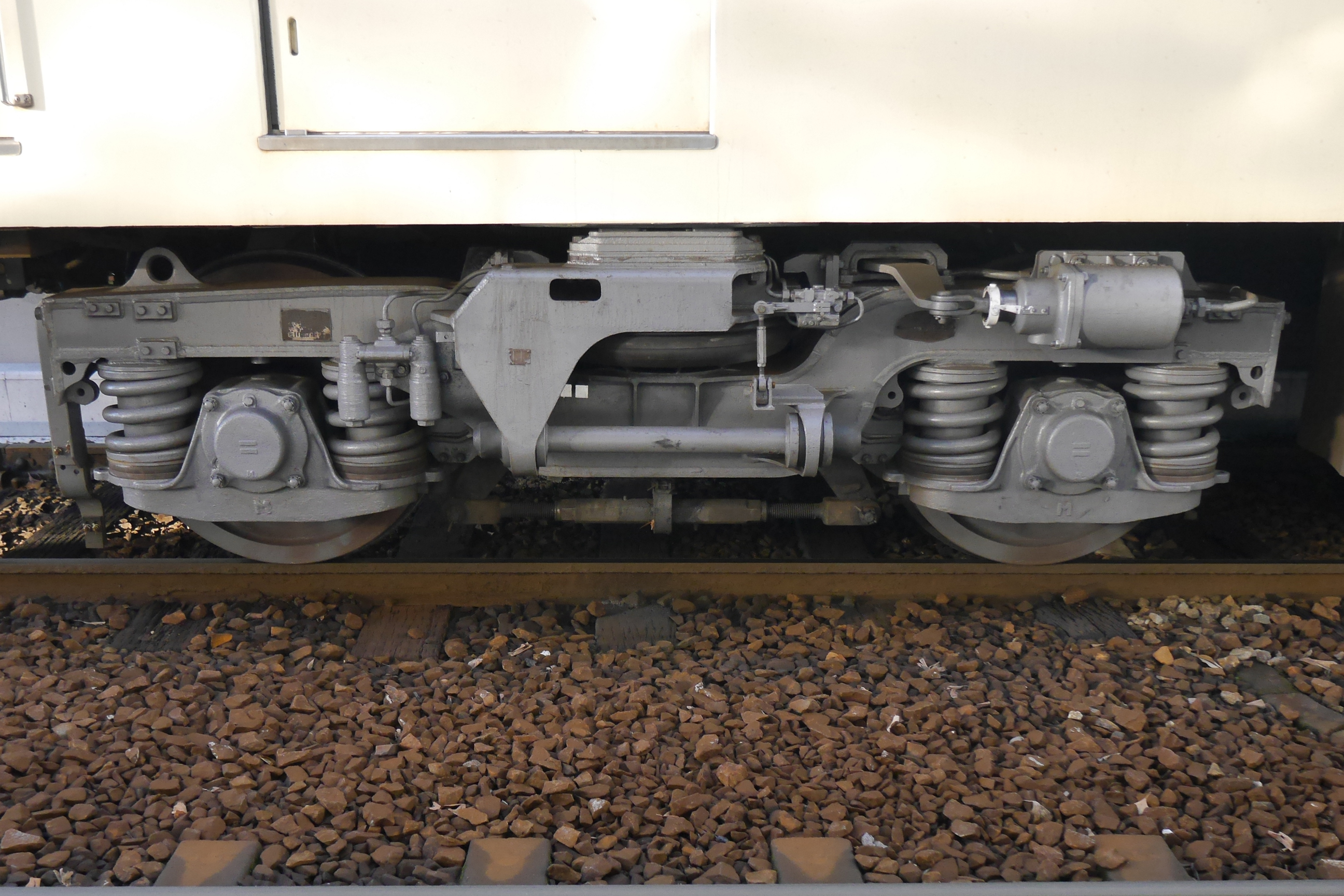
KW-31形台車

搭載している主電動機の予備品確保が困難となったため、2017年（平成29年）10月からデオ710形、デオ730形の台車、主電動機を京阪5000系の廃車発生品と交換する工事が行われている。
| 形式              | デオ710・デオ730       |
| 主電動機出力 (kW) | 130                    |
| 主電動機形式      | TDK-8120-A1            |
| 駆動方式          | 中空軸平行カルダン駆動 |
| 歯車比            | 5.25                   |
| 台車              | KW-31                  |
| 車輪径 (mm)       | 860                    |
| 軸距 (mm)         | 2,100                  |
| 自重(t)           | 32.1                   |

## 装飾列車・車体装飾・復刻塗装
2011年（平成23年）以降、一部車両が芳文社などとの共同企画で『映画けいおん!』など、漫画のヘッドマークなど各種装飾列車の運転を行っている。
|  |  |  |

| シモガーモ・パトレインパトカーを模した西側側面（左）と大型輸送車を模した東側側面（右）  |  | シモガーモ・パトレインパトカーを模した西側側面（左）と大型輸送車を模した東側側面（右） |
| シモガーモ・パトレイン パトカーを模した西側側面（左）と大型輸送車を模した東側側面（右） |  |                                                                                        |

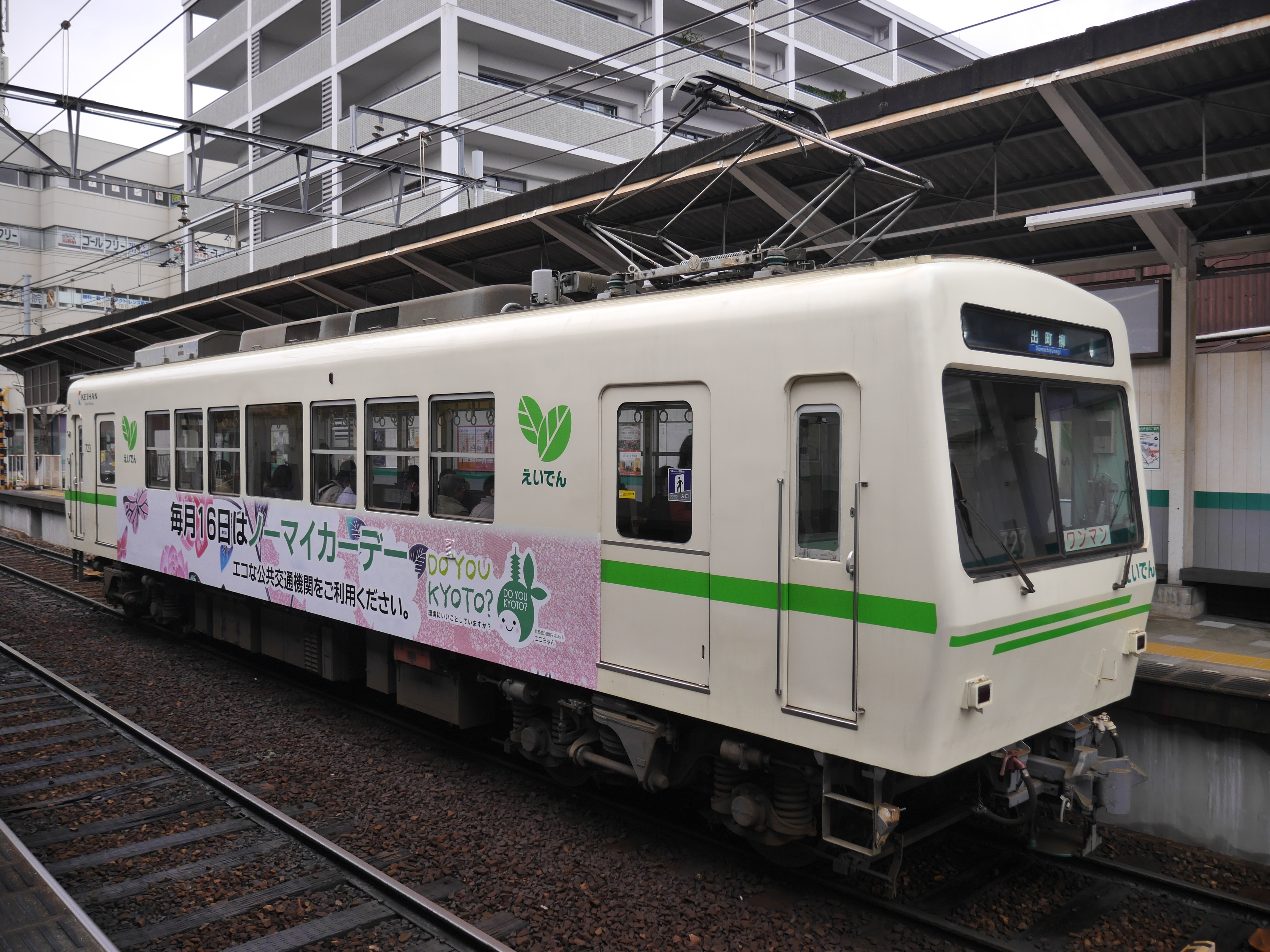
「Do You Kyoto?」ラッピングがほどこされた723号車

2013年（平成25年）9月21日から2017年（平成29年）5月17日まで、732号車を京都府警下鴨警察署などと連携してパトカーと大型輸送車をイメージしたデザインのラッピングを施工し、「シモガーモ・パトレイン」として運行した。
| ノスタルジック731 |  | ノスタルジック731 |
| ノスタルジック731 |  |                   |

2015年（平成27年）9月27日から、叡山本線開業90周年を記念して、731号車の内外装を開業時に使用されたデナ1形を模したデザインに変更し、「ノスタルジック731（ななさんいち）」として運転している。2024年にはリニューアル工事（後述）を受け、一層レトロ感のあるデザインの「ノスタルジック731改」となっている。
| えいでんまとい号消防車を模した西側側面（左）と救急車を模した東側側面（右）  |  | えいでんまとい号消防車を模した西側側面（左）と救急車を模した東側側面（右） |
| えいでんまとい号 消防車を模した西側側面（左）と救急車を模した東側側面（右） |  |                                                                            |

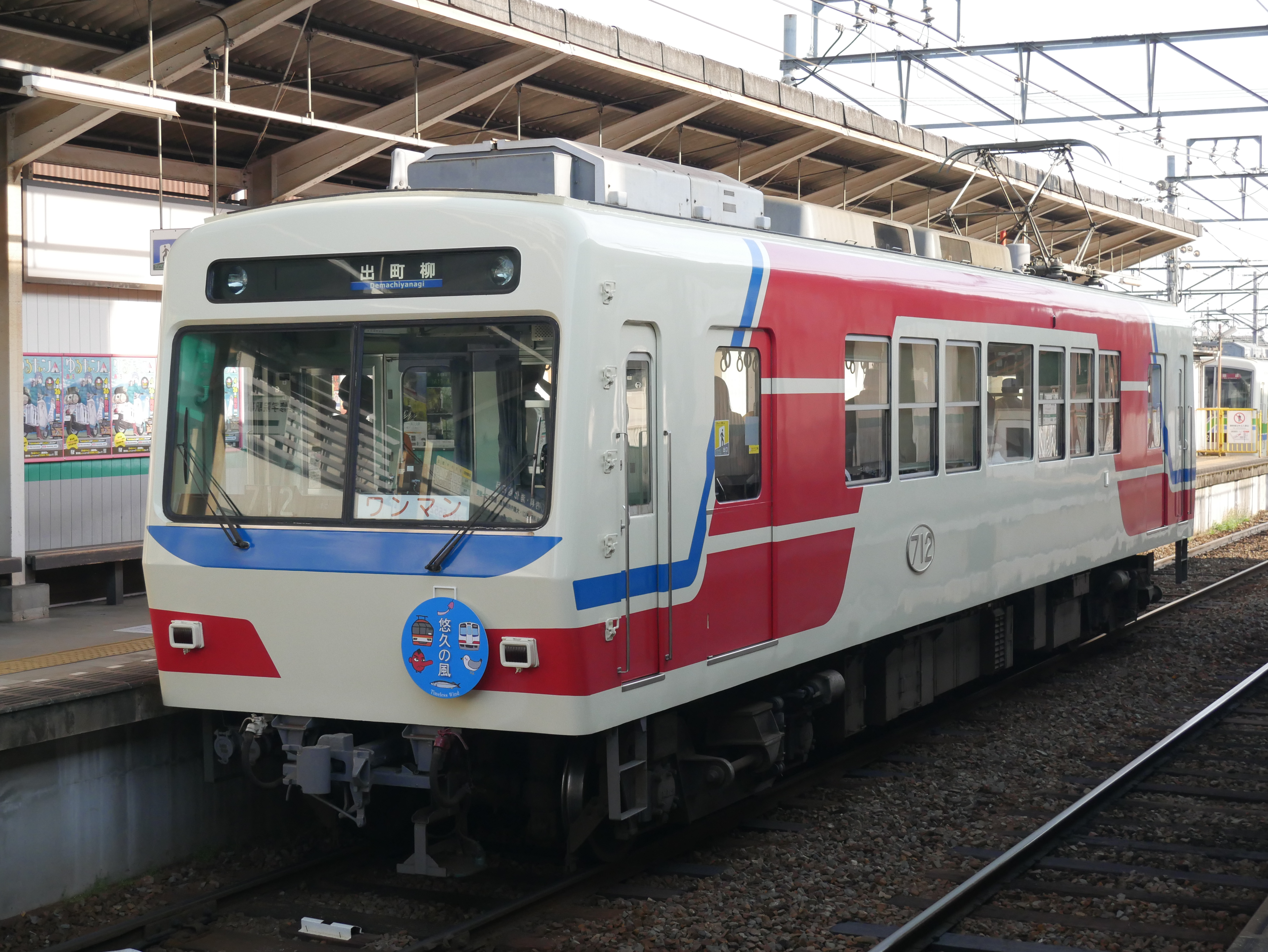
三陸鉄道カラーになった712号車

2016年（平成28年）3月28日から2019年（平成31年）3月10日まで、京都市左京消防署と共同で、712号車を消防車と救急車をイメージしたデザインのラッピングを施工し、「えいでんまとい号」として運行した。
2017年（平成29年）3月29日から2019年（平成31年）3月上旬まで723号車に染色工芸作家 羽田登喜がデザインした京友禅の着物の柄を使用した「Do You Kyoto?」ラッピング列車を運転した。
2019年（平成31年）3月31日から712号車を三陸鉄道36-700形気動車をイメージした塗装に変更して運転していた。当初は約1年の予定だったが、三陸鉄道の令和元年東日本台風被害からの復興応援のため2020年（令和2年）9月30日までに延長されている。
2024年（令和6年）9月14日から711号車に、「まんがタイムきらら」のコミック作品「しあわせ鳥見んぐ」とのコラボヘッドマークを掲出し、イラストポスターの掲出も実施した。なお、このコラボ車両は、2025年1月26日まで運用予定。

## 観光列車「ひえい」

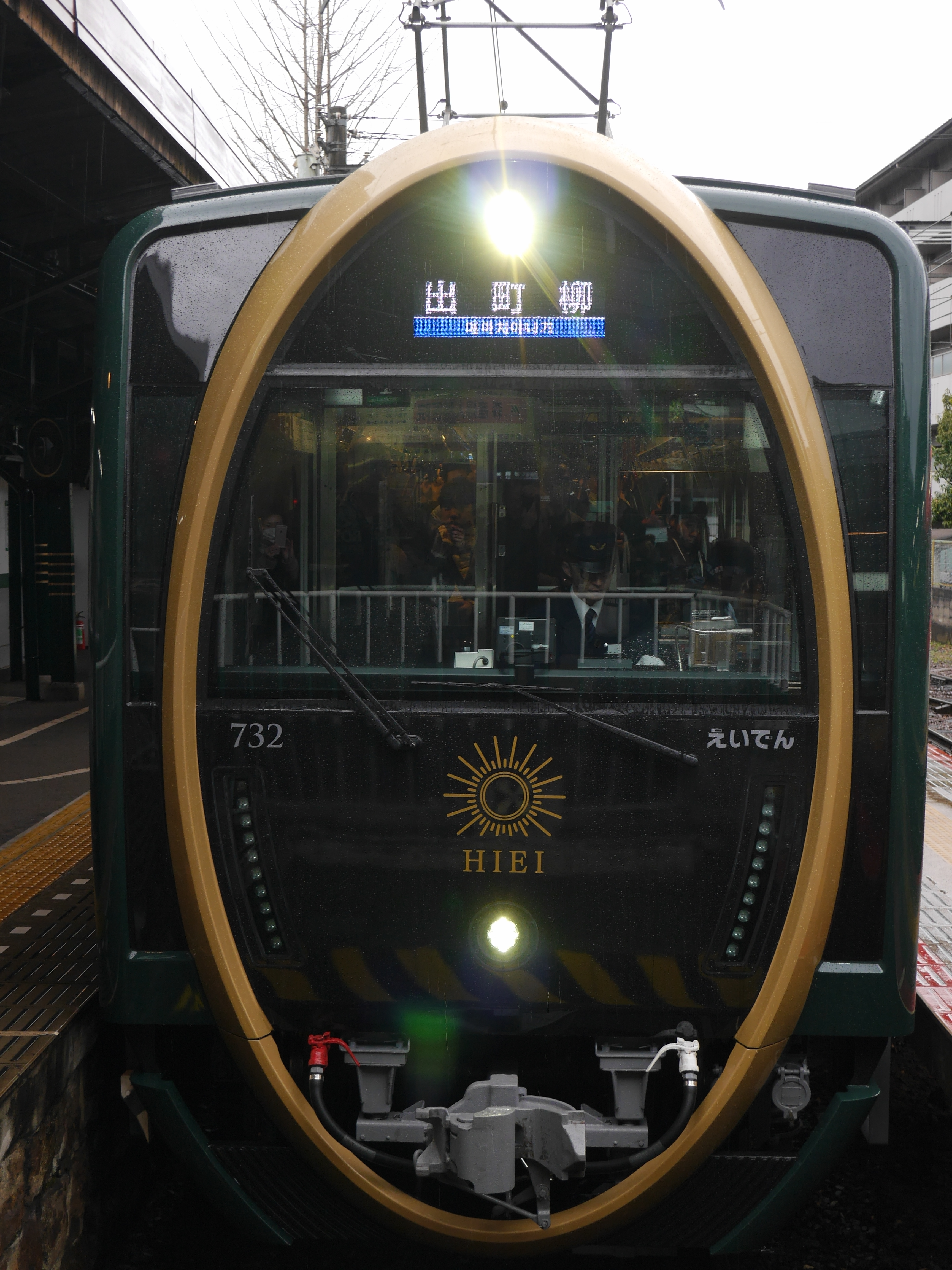
楕円をモチーフにした前面

京阪グループの経営戦略のひとつに位置付けられた比叡山・琵琶湖を周遊する観光ルート「山と水と光の廻廊」の活性化の一環として、叡山本線への新たな観光用車両の導入が決定した。当初は900系「きらら」同様のパノラマ車両も検討されたが、最終的には車両自体が洛北の魅力を発信し、比叡山方面への誘客を果たせるよう、叡山電車の2つの終着点である「比叡山」と「鞍馬山」の2つの霊峰の神秘的なイメージを、「楕円形」という2つの中心を持つ象徴的な図形をモチーフとして表現した、大胆なデザインが採用された。
導入から30年が経過し、改修の時期に達している700系のうち732号車を、乗ること自体が楽しみとなる魅力あるコンテンツづくりの一環として、269日間をかけて改造、デザインはGKデザイン総研広島、工事は川崎重工業が担当、「ひえい」の愛称が与えられた。2018年度グッドデザイン賞、2019年（令和元年）鉄道友の会「ローレル賞」を受賞した。

### 外観

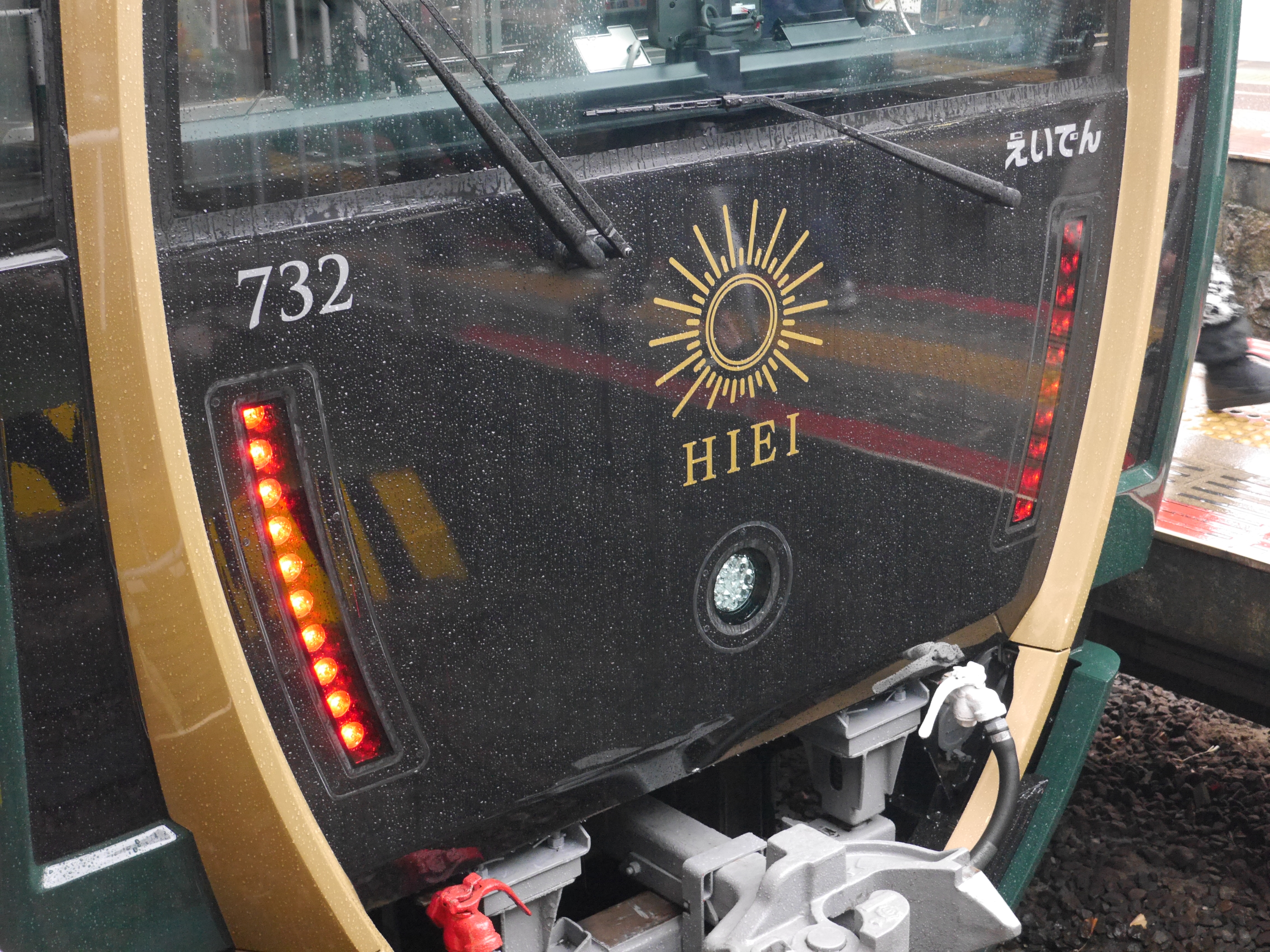
LED式の尾灯

正面に大きな楕円形のリングが設けられ、視界を確保するため運転席が300 mm車体中央寄りに移設されている。運転時の視認性確認のため、楕円形のリングのうち窓ガラスに当たる部分の実物大模型を造り、事前に他の車両に取り付けての検証が行われている。連結運転を行う場合、前面のリングの下部が取り外せるようになっている。
前照灯は窓の上下に1つずつ、尾灯は窓下に楕円のリングに沿って配置された。共にLED式で、2つの前照灯は比叡山と鞍馬山を表している。
車体は、比叡山の木々が彩る深緑色と、神秘的な光を表現した金色のアクセントをあしらったカラーリングとした。側面に配された金色のストライプは、比叡山の山霧をイメージしている。側窓は楕円形の固定窓となり、車体中央部および乗降扉にはダイナミックな眺望が楽しめる大型窓が設けられた。車両正面および戸袋部には、大地から放出される気のパワーと、比叡山延暦寺で建立当初から輝き続けているとされる不滅の法灯をイメージしたシンボルマークを配した。

### 内装
内装を継ぎ目が目立たないフラットな仕上げとするため、壁厚さは改造前より約30 mm厚くなった。壁は緑系の色調で、内幅が狭くなる分、座席形状を工夫し、乗客が足を投げ出しにくい構造が採用された。車体中央部分には立ち席スペースがあり、乗客が寄りかかれるよう壁に背あてが取り付けられた。
座席は1人あたりの幅525 mm、奥行き560 mm、角度15度のバケットタイプとし、窓と座席の形状を合わせてデザインすることで、背もたれを高くするとともにヘッドレストを設け、眺望性と快適性を両立させている。座席表布は黄色系で、神秘的な力・気、御山の等高線、歴史の積層をイメージしたデザインを施している。八瀬寄り扉脇には車椅子スペースがあり、折り畳み式の座席が設置された。優先席は、ヘッドレストの色を茶系とすることで識別されている。
外観の楕円とリンクした弧を描くスタンションポールと大型の座席仕切りは、現代の京のまちから歴史ある比叡山までの道のりをつなぐ、時空を超えるタイムトンネルをイメージしている。
天井は大型の整風板を設けたすっきりとしたもので、照明には叡山電鉄の車両で初めてLEDダウンライトを使用し、落ち着いた雰囲気としている。
| 車内 |  | 立ち席スペース |  | 運転席 |
| 車内 |  | 立ち席スペース |  | 運転席 |

### 旅客案内装置
正面行先表示装置はフルカラーLED式で、日本語、英語、簡体字中国語、韓国語での表示に対応している。側面の行先表示装置は白色LEDで、同様に4か国語に対応している。車内案内装置は従来車同様、15インチ液晶式のものが前後壁面上部に取り付けられ、運賃、次駅の案内が4か国語で表示される。案内放送装置は従来の手動式から自動式に変更された。
| 正面行先表示器 |  | 側面行先表示器 |  | 車内案内装置 |
| 正面行先表示器 |  | 側面行先表示器 |  | 車内案内装置 |

### 走行装置
台車は川崎重工製KW-31（上枕空気ばね、円筒案内軸支持）、主電動機は東洋電機製TDK-8120-A1 （出力130 kW）、パンタグラフは下枠交差式東洋電機製PT48E、電動空気圧縮機はHS5（往復型2段圧縮、600リットル/分、直流600 V駆動）に交換された。
| PT48Eパンタグラフ |  | HS5電動空気圧縮機 |
| PT48Eパンタグラフ |  | HS5電動空気圧縮機 |

### ローレル賞受賞記念装飾
2019年（令和元年）10月5日から2020年（令和2年）1月13日までローレル賞受賞を記念する装飾が施された。
| ローレル賞受賞記念装飾が施された姿 |  | 車内に掲示されたローレル賞プレート |
| ローレル賞受賞記念装飾が施された姿 |  | 車内に掲示されたローレル賞プレート |

## リニューアル
登場から30年が経過した2019年（平成31年）より、リニューアル工事が施工されている。八瀬寄りドア脇への車椅子、ベビーカースペース設置などのバリアフリー対応、着座位置の明確化のためのセミバケットシート化、優先座席の色変更、スタンションポールの設置などの内装の更新、多言語対応、安全性向上のための車体前面強化、前面下部覆い設置などの改造が阪神車両メンテナンスで施工された。省エネルギー化のため、側窓は熱線吸収ガラスとなり、車内照明がLED化された。パンタグラフは下枠交差式に、空気圧縮機は「ひえい」と同じHS5に交換されている。
最初のリニューアル車は2019年（平成31年）3月に竣工した722号車で、車体外観を「沿線の神社仏閣をイメージした朱色」とし、同年3月21日に営業運転を開始した。2020年10月には723がリニューアルされ、「水が豊かで山紫水明の地である洛北の自然を表現した青色」の外観となった。2022年12月には712が（人と森が調和する沿線の風景を表現した緑色）、2023年11月には711が（比叡山の神秘的な森を表現した深みのある緑色）リニューアルされた。
2024年2月には731が「ノスタルジック731改」としてリニューアルされた。重厚感や高級感を演出するマット風の質感に仕上げた緑色の車体、当時の屋根色を模した外板幕板部の鉛丹色塗装、意匠を凝らした一灯式前照灯の設置など、レトロ感を一層醸し出すデザインとなった。
| リニューアルされた722号車 |  | 722号車車内 |  | 車椅子、ベビーカースペース |
| リニューアルされた722号車 |  | 722号車車内 |  | 車椅子、ベビーカースペース |

| 形式            | デオ720 |
| 車両定員 （人） | 87      |
| 座席定員（人）  | 37      |
| 空気圧縮機      | HS5     |
| 自重(t)         | 34.3    |

|  |  |  |

## 運用

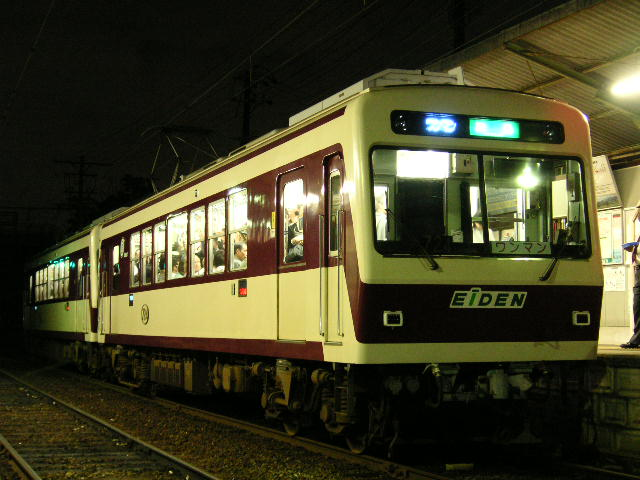
まれに運転される2両連結

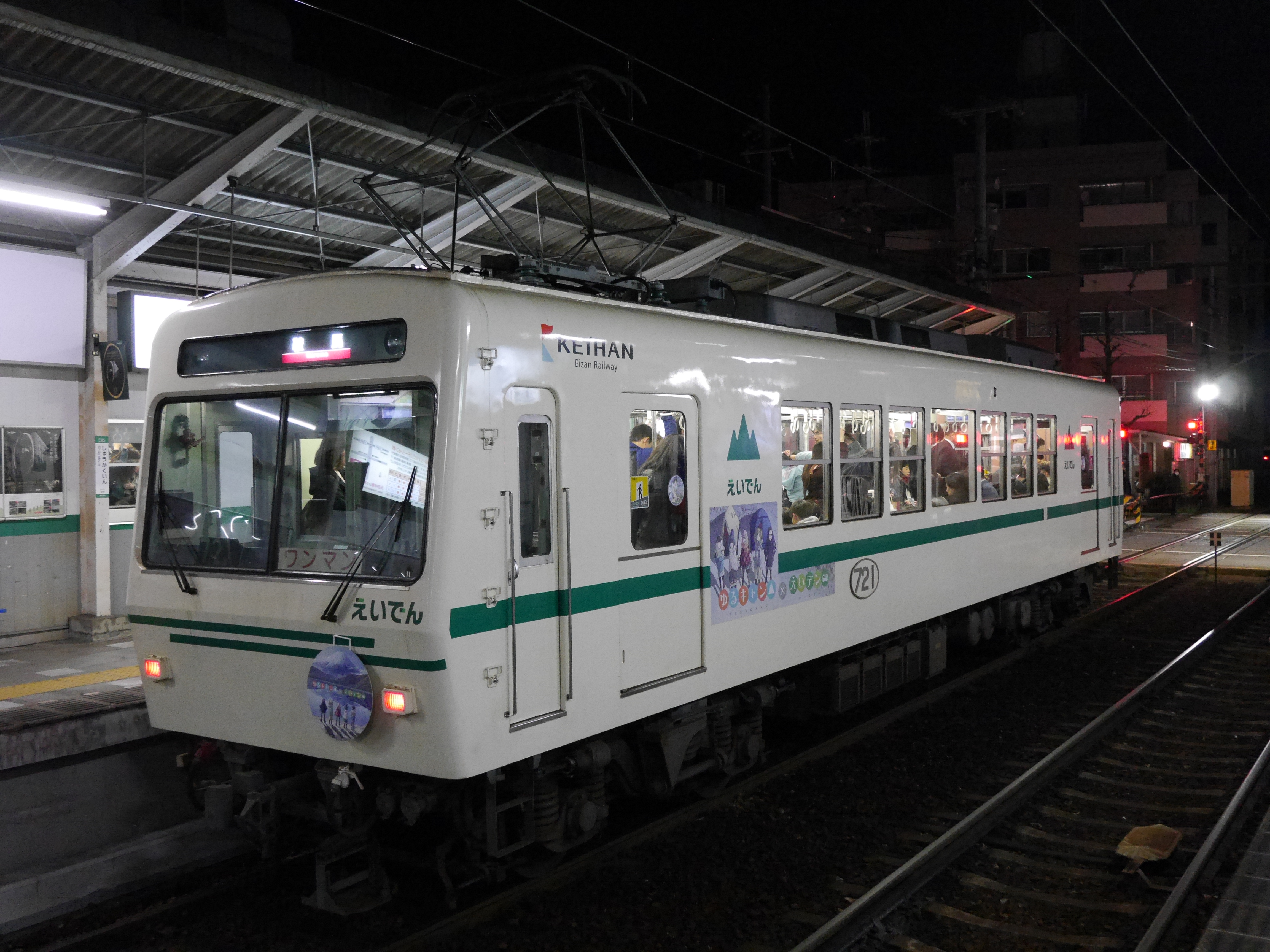
平日夜間に運転される700系の鞍馬行き

700系は1987年（昭和62年）12月10日より、叡山本線のワンマン列車として運用された。計画の8両が出そろったところで、鞍馬線でも運用を開始し、ワンマン運転を鞍馬線にも拡大した。
平日の朝から日中にかけては、叡山本線運用および鞍馬線二軒茶屋までの折り返し運用に、夕方以降は一部の鞍馬行きにも運用される。単行（1両）での運転が基本であるが、まれに2両を連結して運転される場合がある。
観光列車「ひえい」で運転される列車は決まっており、公式ホームページで時刻表が公開されている。なお、毎週火曜日は検査のため運休する。

### 書籍
- 高間恒雄（編）、1998、『叡山電車形式集』、レイルロード ISBN 978-4947714077
- 田中真人、宇田正、西藤二郎、1998、『京都 滋賀 鉄道の歴史』、京都新聞社 ISBN 978-4763804457

### 公式資料
- 2018、『新しい観光車両「ひえい」2018年3月21日デビュー』、叡山電鉄

### 雑誌記事
- 『鉄道ファン』通巻318号（1987年10月・交友社）
  - 叡山電鉄営業課「叡山電鉄に初の冷房車 デオ710形が登場」 pp. 64-67
  - 「付図 RF22268 叡山電鉄 制御電動客車 形式 デオ710」
- 『鉄道ピクトリアル』通巻496号「新車年鑑1988年版」（1988年5月・電気車研究会）
  - 藤井信夫、大幡哲海、岸上明彦「各社別車両情勢」 pp. 118-133
  - 叡山電鉄（株）「叡山電鉄 デオ710形、デオ720形」 pp. 169
  - 「車両諸元表」 pp. 215-216
  - 「竣工月日表」 pp. 216-226
- 『鉄道ピクトリアル』通巻512号「新車年鑑1989年版」（1989年5月・電気車研究会）
  - 藤井信夫、大幡哲海、岸上明彦「各社別車両情勢」 pp. 132-148
  - 「竣工月日表」 pp. 232-242
- 『鉄道ピクトリアル』通巻582号「新車年鑑1992年版」（1992年5月・電気車研究会）
  - 藤井信夫、大幡哲海、岸上明彦「各社別車両情勢」 pp. 96-110
  - 「1991年度車両動向」 pp. 187-209
- 『鉄道ピクトリアル』通巻685号「【特集】関西地方のローカル私鉄」（2000年5月・電気車研究会）
  - 「叡山電鉄」 pp. 6-7
  - 島本由紀「現有私鉄概況 叡山電鉄」 pp. 61-66
  - 「現況 叡山電鉄」 pp. 112-113
- 『鉄道ピクトリアル』通巻695号「特集 京阪電気鉄道」（2000年12月・電気車研究会）
  - 福島温也「私鉄車両めぐり[165] 京阪電気鉄道」 pp. 209-235
- 『鉄道ピクトリアル』通巻738号「鉄道車両年鑑2003年版」（2003年10月・電気車研究会）
  - 岸上明彦「2002年度民鉄車両動向」 pp. 109-130
- 『鉄道ピクトリアル』通巻753号「鉄道車両年鑑2004年版」（2004年10月・電気車研究会）
  - 岸上明彦「2003年度民鉄車両動向」 pp. 120-140
- 『鉄道ピクトリアル』通巻767号「鉄道車両年鑑2005年版」（2005年10月・電気車研究会）
  - 岸上明彦「2004年度民鉄車両動向」 pp. 90-113
  - 「車両データ - 2004年度（民鉄車両）」 pp. 214-239
- 『鉄道ピクトリアル』通巻781号「鉄道車両年鑑2006年版」（2006年10月・電気車研究会）
  - 岸上明彦「2005年度民鉄車両動向」 pp. 118-140
  - 「車両データ - 2005年度（民鉄車両）」 pp. 205-230
- 『鉄道ピクトリアル』通巻795号「鉄道車両年鑑2007年版」（2007年10月・電気車研究会）
  - 岸上明彦「2007年度民鉄車両動向」 pp. 116-141
- 『私鉄車両編成表 2012』（2012年7月・交通新聞社）
  - 「叡山電鉄」 pp. 117
- 『鉄道ファン』通巻641号（2014年9月・交友社）
  - 寺田裕一「日本のローカル私鉄 30年前の残照を訪ねて その16」 pp. 98-103
- 『鉄道ファン』通巻662号（2016年6月・交友社）
  - 浜野孝幸「3/18 叡山電鉄デオ712号「えいでんまとい号」登場」 pp. 165
- 『鉄道ファン』通巻676号（2017年8月・交友社）
  - 濱口拓斗「5/17 叡電デオ732、「シモガーモ・パトレイン」を終了」 pp. 156
- 『鉄道ピクトリアル』通巻941号（2018年1月・電気車研究会）
  - 島本由紀「叡山電鉄デオ711 3代目の台車に」 pp. 138
- 『鉄道ファン』通巻685号（2018年5月・交友社）
  - 「2018年3月21日に営業運転を開始する観光用車両 叡山電鉄デオ730形「ひえい」」 pp. 69-71

### Web資料
- “KS-51　KS-70 / 京阪電気鉄道1900系”.   台車近影（鉄道ホビダス・ネコ・パブリッシング） (2006年8月2日). 2014年12月7日閲覧。
- “FS310 / 叡山電鉄デオ730形”.   台車近影（鉄道ホビダス・ネコ・パブリッシング） (2008年4月2日). 2014年12月7日閲覧。
- “叡山電鉄でデオ700系新旧塗装車どうしによる2連”.   railf.jp（鉄道ファン・交友社） (2009年8月17日). 2014年9月7日閲覧。
- “叡電デオ700形に「けいおん！」ヘッドマーク”.   railf.jp（鉄道ファン・交友社） (2011年6月13日). 2011年9月11日閲覧。
- “叡電デオ724にさよなら旧塗装ヘッドマークとプレート”.   railf.jp（鉄道ファン・交友社） (2011年11月25日). 2012年1月8日閲覧。
- “叡山電鉄で「ひだまり号」運転”.   railf.jp（鉄道ファン・交友社） (2012年9月21日). 2012年9月27日閲覧。
- “【叡電】"ひだまり号"ラストラン”.   RM News（鉄道ホビダス・ネコ・パブリッシング） (2013年4月1日). 2014年9月7日閲覧。
- “叡山電鉄で「まんがタイムきらら」コラボヘッドマーク”.   railf.jp（鉄道ファン・交友社） (2013年8月5日). 2013年8月6日閲覧。
- “『第9回 えいでんまつり』開催”.   railf.jp（鉄道ファン・交友社） (2013年10月27日). 2013年10月28日閲覧。
- “八瀬比叡山口駅で『まどか☆マギカ』コラボトレインの展示”.   railf.jp（鉄道ファン・交友社） (2013年11月4日). 2015年4月11日閲覧。
- “『劇場版魔法少女まどか☆マギカ［新編］叛逆の物語×叡山電車トレイン』が連結運転”.   railf.jp（鉄道ファン・交友社） (2014年3月24日). 2015年4月11日閲覧。
- “【叡電】700系連結運転される”.   RM News（鉄道ホビダス・ネコ・パブリッシング） (2013年4月1日). 2014年9月7日閲覧。
- “叡電デオ700系に「ご注文はうさぎですか?」ヘッドマーク”.   railf.jp（鉄道ファン・交友社） (2014年4月18日). 2014年4月20日閲覧。
- “叡電デオ720形に「ハナヤマタ」ヘッドマーク”.   railf.jp（鉄道ファン・交友社） (2014年7月11日). 2014年7月11日閲覧。
- “「有頂天家族x叡山電車」ラッピング車両運転”.   railf.jp（鉄道ファン・交友社） (2014年9月21日). 2014年11月24日閲覧。
- “叡電で「ノスタルジック731」の運転開始”.   railf.jp（鉄道ファン・交友社） (2015年9月28日). 2015年10月28日閲覧。
- “叡電で「ハッピークリスマス号」運転”.   railf.jp（鉄道ファン・交友社） (2015年12月21日). 2016年4月24日閲覧。
- “叡電で「えいでんまとい号」の運転開始”.   railf.jp（鉄道ファン・交友社） (2016年3月19日). 2016年4月20日閲覧。
- “叡山電鉄でICカードが導入される”.   railf.jp（鉄道ファン・交友社） (2016年3月17日). 2016年8月10日閲覧。
- “叡山電鉄でデオ720形の2連が運転される”.   railf.jp（鉄道ファン・交友社） (2016年4月20日). 2016年5月2日閲覧。
- “叡山電鉄でデオ723の内装が変更される”.   railf.jp（鉄道ファン・交友社） (2016年7月24日). 2016年8月10日閲覧。
- “叡山電鉄、デオ721に「ブレンド・Sxエイデン・E」のヘッドマーク”.   railf.jp（鉄道ファン・交友社） (2017年10月17日). 2017年11月23日閲覧。
- “叡山電鉄デオ711の台車が交換される”.   railf.jp（鉄道ファン・交友社） (2017年10月29日). 2017年10月30日閲覧。
- “叡電「ひえい」が陸送される”.   railf.jp（鉄道ファン・交友社） (2018年2月6日). 2018年2月6日閲覧。
- “叡電「ひえい」の試運転が始まる”.   railf.jp（鉄道ファン・交友社） (2018年2月28日). 2018年2月28日閲覧。
- “叡山電鉄で「ひえい」の試乗会”.   railf.jp（鉄道ファン・交友社） (2018年3月17日). 2018年3月18日閲覧。
- “叡電でデオ732「ひえい」が営業運転を開始”.   railf.jp（鉄道ファン・交友社） (2018年3月22日). 2018年3月23日閲覧。
- “叡電「ひえい」が「グッドデザイン賞」を受賞”.   railf.jp（鉄道ファン・交友社） (2018年10月4日). 2019年3月26日閲覧。
- “更新された叡電デオ722が姿を現す”.   railf.jp（鉄道ファン・交友社） (2019年2月24日). 2019年3月26日閲覧。
- “叡電デオ723のラッピングが解除される”.   railf.jp（鉄道ファン・交友社） (2019年3月10日). 2019年3月26日閲覧。
- “叡電、デオ900系「青もみじきらら」とデオ722リニューアル車が営業運転を開始”.   railf.jp（鉄道ファン・交友社） (2019年3月22日). 2019年3月26日閲覧。
- “叡電、デオ732「ひえい」にローレル賞受賞記念装飾”.   railf.jp（鉄道ファン・交友社） (2019年10月11日). 2019年10月14日閲覧。
- “叡山電鉄デオ731の台車が交換される”.   railf.jp（鉄道ファン・交友社） (2019年12月28日). 2019年12月30日閲覧。

- “パトカー電車（シモガーモ・パトレイン）の運行について”.   叡山電鉄 (2013年9月18日). 2014年9月14日時点のオリジナルよりアーカイブ。2014年9月2日閲覧。
- “叡山電車開業90周年記念 開業時のデナ１形をイメージした「ノスタルジック731」運行について”.   叡山電鉄 (2015年9月24日). 2017年2月14日時点のオリジナルよりアーカイブ。2015年10月18日閲覧。
- “消防車電車「えいでんまとい号」の運行について”.   叡山電鉄 (2016年2月25日). 2016年5月7日時点のオリジナルよりアーカイブ。2016年8月10日閲覧。
- “叡山電車では、2016年3月16日（水）にICカードシステムを導入いたします”.   叡山電鉄 (2016年3月15日). 2016年3月14日時点のオリジナルよりアーカイブ。2016年8月10日閲覧。
- “もっと！叡電 18号” (pdf).   叡山電鉄 (2017年1月4日). 2020年4月19日閲覧。
- 『「DO YOU KYOTO?」ラッピング電車を運行します』（PDF）（プレスリリース）叡山電鉄、2017年3月23日。2017年4月1日閲覧。
- 『京都中心部から比叡山・びわ湖観光ルートへ 叡山電車の八瀬・比叡山への観光用車両が平成30年春にデビュー』（PDF）（プレスリリース）叡山電鉄、2017年3月30日。2017年4月1日閲覧。
- “もっと！叡電 21号” (pdf).   叡山電鉄 (2017年9月29日). 2020年4月20日閲覧。
- 『叡山電車「ひえい」2018年春デビュー』（PDF）（プレスリリース）叡山電鉄、2017年10月27日。2018年1月7日閲覧。
- 『～ 京都中心部から比叡山・びわ湖観光ルートへ ～ 新しい観光用車両 「ひえい」 のデビュー日が３月２１日（水・祝）に決定しました』（PDF）（プレスリリース）叡山電鉄、2018年1月26日。2018年1月28日閲覧。
- “神秘のパワーで訪日客狙う　観光車両ひえいデビュー”.  朝日新聞DIGITAL (2018年3月7日). 2018年3月18日閲覧。
- “大胆すぎる｢楕円形｣電車はこうして生まれた 神秘的？キモい？京都･叡山電鉄の新型車両”.  東洋経済オンライン (2018年3月11日). 2018年3月18日閲覧。
- 『７００系車両のリニューアルを進めています』（PDF）（プレスリリース）叡山電鉄、2019年2月28日。2019年3月26日閲覧。
- 『消防ラッピング車両「えいでんまとい号」の運行を終了します』（PDF）（プレスリリース）叡山電鉄、2019年3月5日。2019年3月26日閲覧。
- 『三陸鉄道の新たな出発を祝して「三陸鉄道カラー」の列車を運行します』（PDF）（プレスリリース）叡山電鉄、2019年3月20日。2019年3月31日閲覧。
- 『３月３１日（日）より運行する「三陸鉄道カラー」車両運行初日のダイヤが決まりました』（PDF）（プレスリリース）叡山電鉄、2019年3月28日。2019年3月31日閲覧。
- 『１０月５日（土）より観光列車 「ひえい」 ローレル賞受賞記念きっぷおよび新グッズを発売します』（PDF）（プレスリリース）叡山電鉄、2019年9月13日。2019年10月14日閲覧。
- “2018年度グッドデザイン賞 鉄道車両「ひえい」”.   公益財団法人日本デザイン振興会 (2018年10月3日). 2019年3月26日閲覧。
- “2019年 ブルーリボン・ローレル賞選定車両”.   鉄道友の会 (2019年5月23日). 2019年5月23日閲覧。
- 『「三陸鉄道カラー」車両の運行期間を9 月 30 日（水）まで延長します』（PDF）（プレスリリース）叡山電鉄、2020年3月10日。2020年7月10日閲覧。

- “車両紹介 700系（デオ710形）”.   叡山電鉄. 2017年11月23日閲覧。
- “車両紹介 700系（デオ720形）”.   叡山電鉄. 2019年3月26日閲覧。
- “車両紹介 700系（デオ730形）”.   叡山電鉄. 2019年3月27日時点のオリジナルよりアーカイブ。2017年11月23日閲覧。
  - 台車交換前のデータを示す。
- “車両紹介 700系（デオ730形）”.   叡山電鉄. 2019年12月28日閲覧。